# Estádio José Alvalade (1956)
Das Estádio José Alvalade war ein Fußballstadion mit Leichtathletikanlage in der Stadtgemeinde Lumiar (3. Bairro) der portugiesischen Hauptstadt Lissabon. Es war Eigentum sowie Heimspielstätte des Fußballclubs Sporting Lissabon und bot zum Schluss 52.800 Plätze. Es war die insgesamt sechste Spielstätte des Clubs in seiner Geschichte. Es trug den Namen von José Alfredo Holtreman Roquette (1885–1918), genannt José Alvalade, dem Gründer von Sporting.

## Geschichte
Der Entschluss zum Bau eines größeren, moderneren Stadions beruhte auf dem größer werdenden Zuschauerinteresse nach den Erfolgen in den 1940er und 1950er Jahren (Meister 1941, 1944, 1947, 1948, 1949, 1951, 1952, 1953 und 1954 sowie Pokalsieger 1941, 1945, 1946, 1948 und 1954) und den daraus resultierenden Kapazitätsproblemen im 1914 errichteten und 1947 renovierten Estádio do Lumiar. Es war die erste Spielstätte, die unter dem Namen Estádio José Alvalade bekannt wurde. Am 18. Dezember 1954 kam die Genehmigung zum Bau. Daraufhin begannen am 27. März 1955 die Arbeiten. Die vom Architekt und Fußballtrainer Anselmo Fernández entworfene Spielstätte konnte zum 50. Geburtstag von Sporting am 10. Juni 1956, vor etwa 60.000 Besuchern im Beisein von Staatspräsident Francisco Craveiro Lopes, eingeweiht werden. Das weitläufige Stadionrund bot nur auf der Haupttribüne eine Überdachung. Bei der Einweihungsfeier nahmen u. a. 1500 Sportler von Sporting teil, die die Initialen des Clubs auf dem Rasen darstellten. Im Eröffnungsspiel unterlagen die Hausherren dem brasilianischen Club CR Vasco da Gama aus Rio de Janeiro mit 2:3. Von der Eröffnung bis in die 1980er Jahre geschah wenig am Stadion. 1983 wurde eine neue Tribüne gebaut, dies brachte das Fassungsvermögen auf 75.200 Zuschauer. In den 1990er Jahren wurde der Bau eines modernen Stadions, auch im Hinblick der Bewerbung Portugals für die Fußball-Europameisterschaft 2004, vorangetrieben. Nach dem Zuschlag für Portugal im Oktober 1999 begannen Mitte Januar 2001 die Bauarbeiten auf dem benachbarten Gelände. Das Stadion wurde nach der Eröffnung des Estádio José Alvalade XXI im Jahr 2003 abgerissen.

## Länderspiele der portugiesischen Fußballnationalmannschaft
Die portugiesische Fußballnationalelf trug im Estádio José Alvalade von 1957 bis 2002 insgesamt 19 Partien aus. Die Bilanz der Portugiesen fiel mit neun Siegen, fünf Unentschieden und fünf Niederlagen positiv aus.
Legende
- grüne Hintergrundfarbe = Sieg der portugiesischen Mannschaft
- gelbe Hintergrundfarbe = Unentschieden
- rote Hintergrundfarbe = Niederlage der portugiesischen Mannschaft

| Datum         | Gegner     | Ergebnis  | Anlass                    | Bemerkungen / Quellen |
| ------------- | ---------- | --------- | ------------------------- | --- |
| 16. Jan. 1957 | Nordirland | 1:1 (1:1) | Qualifikation zur WM 1958 | Zuschauer: 22.659 |
| 24. Mär. 1957 | Frankreich | 0:1 (0:1) | Freundschaftsspiel        | Andere Quellen geben als Spielort das Estádio Nacional in Oeiras an, Zuschauer: 42.000 Weitere Quelle gibt das Datum mit dem 8. April an. |
| 03. Juni 1959 | Schottland | 1:0 (1:0) | Freundschaftsspiel        | Zuschauer: 30.000 |
| 17. Mai 1962  | Belgien    | 1:2 (0:2) | Freundschaftsspiel        | Zuschauer: 20.000 |
| 16. Apr. 1969 | Schweiz    | 0:2 (0:2) | Qualifikation zur WM 1970 | Zuschauer: 9324 |
| 14. Nov. 1973 | Nordirland | 1:1 (1:0) | Qualifikation zur WM 1974 | Zuschauer: 6713 |
| 19. Nov. 1975 | England    | 1:1 (1:1) | Qualifikation zur EM 1976 | Zuschauer: 60.000 |
| 22. Dez. 1976 | Italien    | 2:1 (1:0) | Freundschaftsspiel        | Zuschauer: 3000 |
| 11. Okt. 1978 | Belgien    | 1:1 (1:1) | Qualifikation zur EM 1980 | Zuschauer: 20.000 |
| 23. Sep. 1981 | Polen      | 2:0 (0:0) | Freundschaftsspiel        | Zuschauer: 20.000 |
| 21. Sep. 1983 | Finnland   | 5:0 (2:0) | Qualifikation zur EM 1984 | Zuschauer: 15.000 |
| 14. Nov. 1984 | Schweden   | 1:3 (1:3) | Qualifikation zur WM 1986 | Zuschauer: 21.089 |
| 30. Jan. 1985 | Rumänien   | 2:3 (1:0) | Freundschaftsspiel        | Zuschauer: 3000 |
| 29. Mär. 1989 | Angola     | 6:0 (2:0) | Freundschaftsspiel        | Zuschauer: 25.000 |
| 13. Nov. 1994 | Österreich | 1:0 (1:0) | Qualifikation zur EM 1996 | Zuschauer: 30.000 |
| 05. Juni 1999 | Slowakei   | 1:0 (0:0) | Qualifikation zur EM 2000 | Zuschauer: 20.300 |
| 06. Juni 2001 | Zypern     | 6:0 (1:0) | Qualifikation zur WM 2002 | Zuschauer: 34.500 |
| 14. Nov. 2001 | Angola     | Abbruch   | Freundschaftsspiel        | Spiel beim Stand von 5:1 (3:0) abgebrochen, Zuschauer: 5000                                                                               |
| 17. Apr. 2002 | Brasilien  | 1:1 (0:0) | Freundschaftsspiel        | Zuschauer: 44.545 |

## Konzerte
Neben dem Fußball wurde das Stadion als Konzertarena genutzt. Es traten nationale wie internationale Künstler und Bands wie  Audioslave, Deftones, Disturbed, Marilyn Manson, Primitive Reason, Cher, Whitney Houston, Conner Reeves, Howie B, Placebo, The Black Crowes, Crown of Thorns, Little Steven, Ugly Kid Joe, Van Halen, Pink Floyd, Jimmy Barnes, Phil Collins, Bon Jovi, Billy Idol, Little Angels, General D, Prince, The New Power Generation, Vaya Con Dios, Dada, Depeche Mode, Marxman, Xutos & Pontapés, The Cult, Metallica, Suicidal Tendencies, U2, Utah Saints, Bruce Springsteen, GNR, Michael Jackson, Rozalla, Genesis, Elton John, Faith No More, Guns n’ Roses, Soundgarden, Dire Straits, Bryan Adams, Quinta do Bill, Joe Cocker, Simple Minds, UHF, Happy Mondays, Santana, Paul Simon, Rui Veloso, Delfins, Tina Turner, David Bowie, Sétima Legião, Gun, The Rolling Stones, The Cure und Shelleyan Orphan auf.

## Galerie

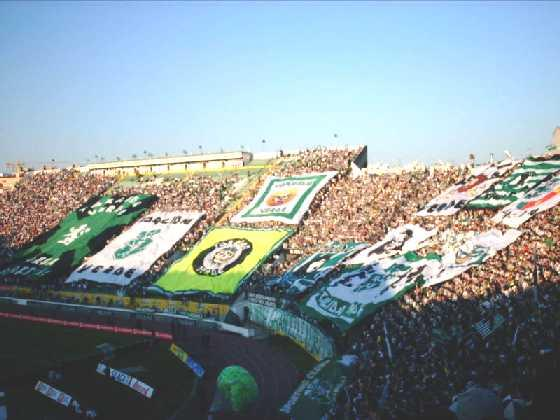
Die Gegentribüne im alten Estádio José Alvalade
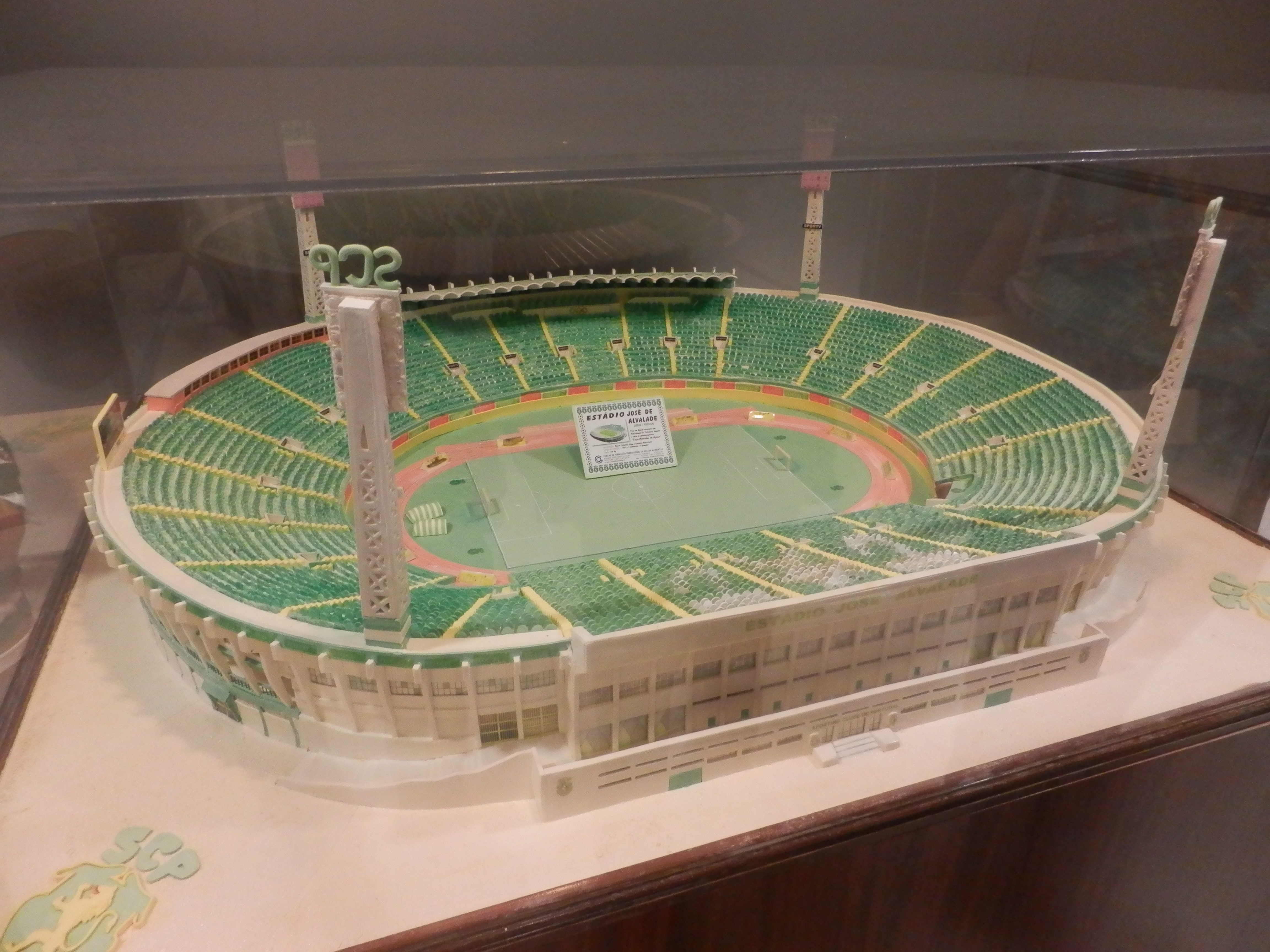
Modell des alten Estádio José Alvalade im neuen Estádio José Alvalade XXI (Oktober 2015)